# Scharführer
Scharführer naziv je za čin Sturmabteilunga i Schutzstaffela u razdoblju od 1925. do 1945. Preovdi se kao “Vođa skupine”. Naziv Scharführer vuče korijene iz Prvog svjetskog rata, gdje je Scharführer bio narednik koji je zapovijedao udarajućim satnijama njemačke vojske.
Scharführer je najpoznatiji kao čin u činovima SS-a i činovima SA-a. Scharführer prvi je put rabljen kao naslov u Sturmabteilungu rane 1921. a čin istog postao je 1928. Scharführer bio je prvi dočasnički čin u SA-u, i označavan je pravokutnom točkom na crnome polju na ovratniku (kolaru). Godine 1930., vereatni koji su bili nositelji čina Scharführer, dobili su novi čin u SA-u - SA-Oberscharführer, a taj čin se označavao dodanom srebrnom linijom na čin Scharführera.
SS je rabio istu oznaku čina za Scharführera kao SA, no oznaka je promijenjena nakon reorganizacije činova 1934. Tada je stari čin SS-a - SS-Scharführer, postao novi čin - SS-Unterscharführer, a stari čin SS-Scharführer sada je odgovarao činu SA - SA-Oberscharführeru. Čin SS-ovog čina - SS-Truppführer, uklonjen je iz činova, a zamijenut je novim činovima - SS-Oberscharführer i SS-Hauptscharführer.  Rani Waffen SS stvorio je još veći čin, poznat kao SS-Sturmscharführer.
U SA-u, Scharführer bio je viši čin od SA-Rottenführera, dok je u SS-u, Scharführer bio viši od SS-Unterscharführera. Čin Scharführera rabile su i neke manje nacističke organizacije; među njima je i Nacionalsocijalistički leteći odred (NSFK), Nacionalsocijalistički motociklistički odred (NSKK) i Hitlerova mladež (HJ).